# 渡辺位
渡辺 位（わたなべ たかし、1925年 - 2009年）は、日本の児童精神科医。元国立精神・神経センター国府台病院児童精神科医長。旧日本統治領朝鮮江原道生まれ。
日本医科大学卒。登校拒否問題の黎明期から、様々な子どもたちと接する中で、当初は「学校に行かれるようにしなければ」と考えていたが、「子どもが学校に行かないのはそれなりの理由がある」ということに気付き、登校拒否を「悪いこと」と考えるのではなく、子どもが様々な可能性を発展させていく契機となると主張するようになった、と語る。
フリースクール「東京シューレ」及び主催者の奥地圭子との関わりも深く、国府台病院を定年退職後は東京シューレを中心に登校拒否・教育問題に関わる執筆・講演などで精力的に活動した。
2009年5月25日、心筋梗塞のため死去。享年83。

## 主な著作
- 『不登校は文化の森の入口』東京シューレ出版　2006年刊
- 『自然に学ぶ子育て―登校拒否の子と親から教えられたこと』教育史料出版会
- 『不登校のこころ―児童精神科医40年を生きて』 教育史料出版会
- 『子どもはなぜ学校に行くのか―子育ては「個育ち」』教育史料出版会
- 『登校拒否・学校に行かないで生きる』 太郎次郎社
- 『児童精神科―親も教師も考えたい「登校拒否の心」』プレジデント社